# Wendelstein (sommet)
Pour les articles homonymes, voir Wendelstein.
Le Wendelstein est un sommet des Alpes, à 1 838 m d'altitude, dans les Préalpes bavaroises, et précisément dans le chaînon de Mangfall, en Allemagne (Bavière).

## Accès
Pour gagner le sommet du Wendelstein, on peut emprunter soit le téléphérique à la station inférieure de Bayrischzell-Osterhofen soit le chemin de fer à crémaillère au départ de la gare inférieure de Brannenburg/Inntal.

## Panorama
Le panorama englobe, d'est en ouest, les monts du Chiemsee et les Alpes de Berchtesgaden, les massifs de Lofer et Leogang, le Kaisergebirge et ses dentelles de pierre et les crêtes glaciaires des Hohe Tauern.

## Géologie
Il y a 230 millions d'années, le Wendelstein faisait partie d'un récif de corail s'étirant à des centaines de kilomètres au sud.

## Tourisme
Promu « parc géologique » en raison de sa particularité, il est sillonné par quatre itinéraires de randonnée balisés et jalonnés de panneaux explicatifs.

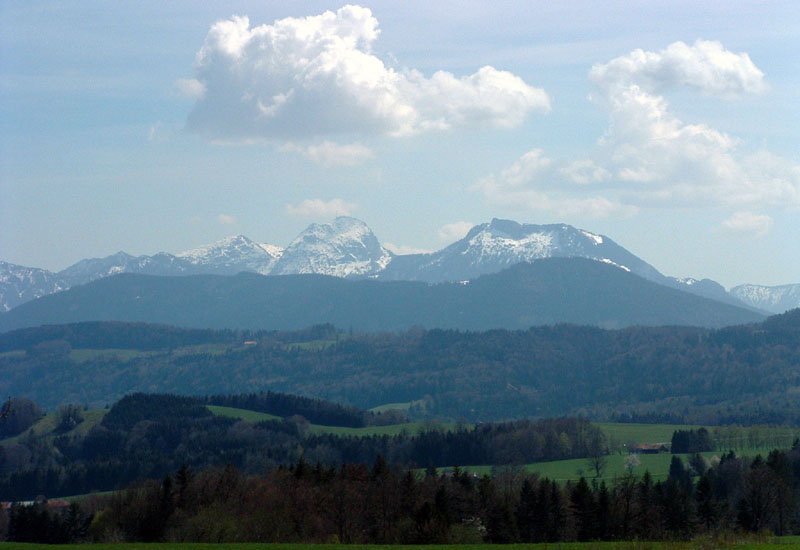
Le groupe du Wendelstein vu du nord.
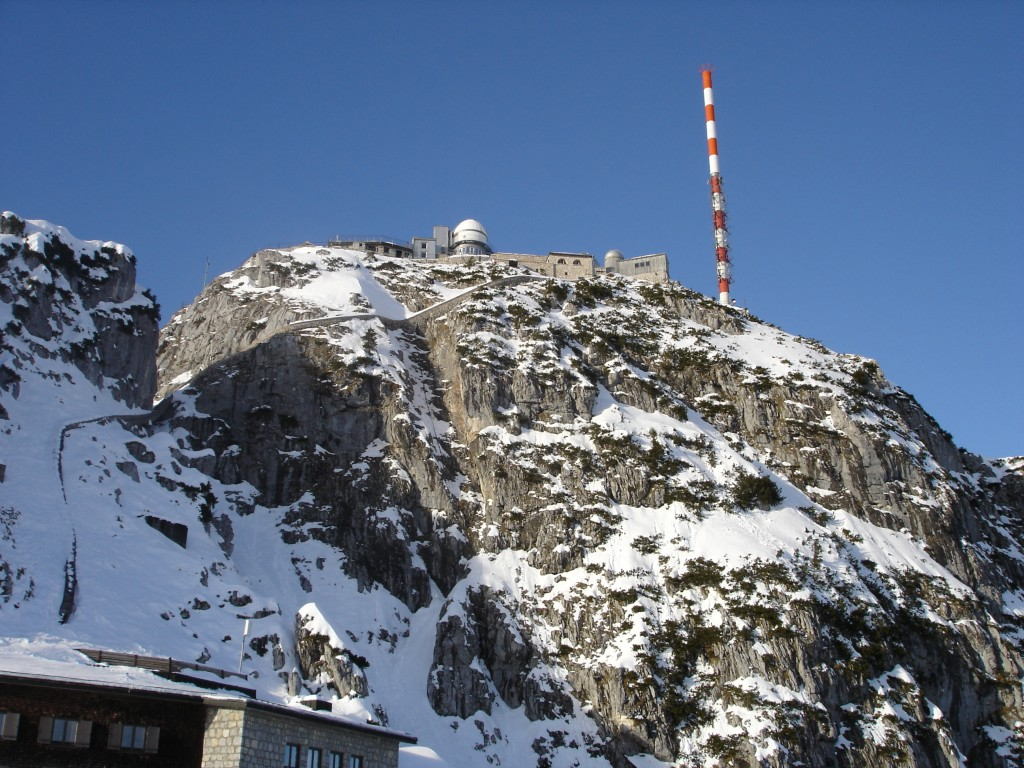
L'observatoire et le relais TV.
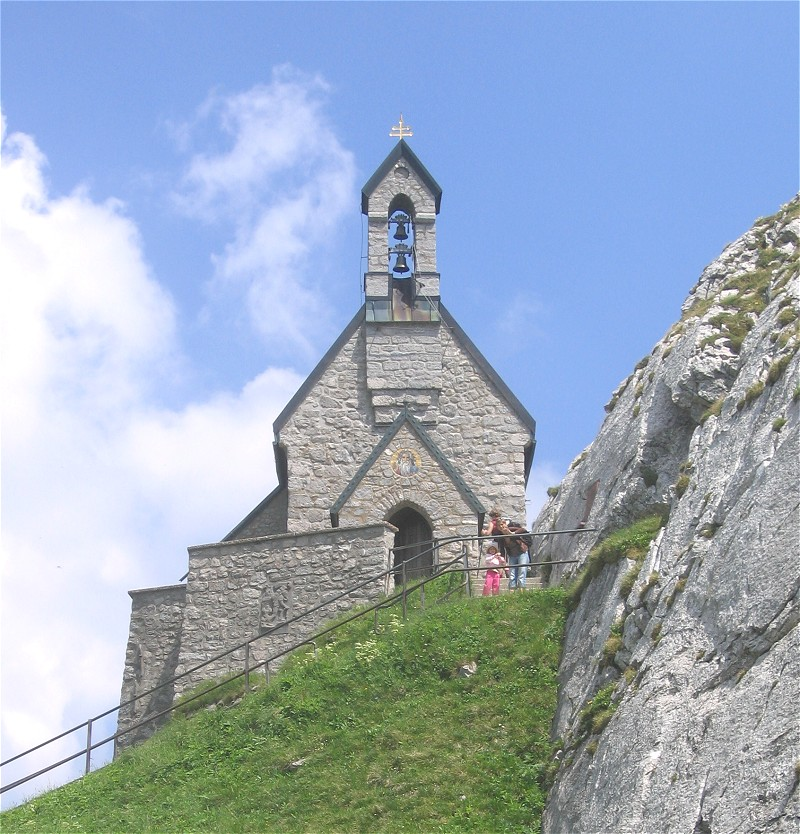
L'église au sommet.